# True Strength
True Strength je kršćanski metal sastav iz SAD. Djeluju od 2012. godine.

## Ime
Ime su uzeli prema psalmu 118:14, koji na engleskom glasi "The Lord is my strength and my defense; he has become my salvation." Sastav je namjeravao staviti ovaj psalam u logo sastava, no shvatili su da bi previše sličili na Stryper.

## Glazbeni stil
Glazbeni utjecaj na njih su ostvarili Veni Domine i Saviour Machine. 
Na zvuk su također utjecali Iron Maiden, Saint, Bloodgood, Megadeth, Leviticus, Bride, Barren Cross, Judas Priest, Zion, Metallica, Deliverance, Stryper, Jacob's Dream, Helloween, Stairway, Blue Oyster Cult, Samson, Boston i Dio.
Produkcija albuma je dosta sirova, što daje na čari.

## Članovi

### Prvi album
- Rus Gib - vodeći i pozadinski vokal[1]
- Ryan "The Archangel" Darnell - ritam i bas-gitara[1]
- Josh Cirbo - vodeća gitara[1]
- Chris Clark - bubnjevi[1]

### Drugi album
- Ryan "The Archangel" Darnell - ritam i bas-gitara, vodeći i pozadinski vokal[3]
- Josh Cirbo - vodeća gitara[3]
- Ryan Mey - bubnjevi[3]

## Povijest
Prvi album su snimili u studiju Josha Cirba, koji je snimao, producirao i miksao album. Mastering su napravili Ryan Mey za Darkwave Mediju. Sami objavljuju svoje albume, pod neovisnom etiketom.
Album Steel Evangelist objavili su 15. svibnja 2016., a producirao je Robert Sands.
Sastav je angažiran. Sav prihod od digitalne prodaje albuma Steel Evangelist bit će doniran organizaciji "International Christian Concern" (www.persecution.org) koja pomaže proganjanim kršćanima i njihovim obiteljima diljem svijeta.

## Diskografija
Studijski albumi
- The Cross Will Always Prevail (2014.)[1]
- Steel Evangelist (2016.)[5]

## Vanjske poveznice
- Facebook